# Csendes-óceáni sertésfogú hal
A csendes-óceáni sertésfogú hal (Chaetodipterus zonatus) a sugarasúszójú halak (Actinopterygii) osztályának sügéralakúak (Perciformes) rendjébe, ezen belül a sertésfogúhal-félék (Ephippidae) családjába tartozó faj.

## Előfordulása
A csendes-óceáni sertésfogú hal előfordulási területe a Csendes-óceán keleti fele az észak-amerikai kontinens közelében. A kaliforniai San Diegótól egészen Peruig található meg.

## Megjelenése
Ez a halfaj általában 25 centiméter hosszú, de elérheti a 65 centiméteres hosszúságot is. A különleges alakja miatt, melyhez hozzájárul a tompa pofája, kis szája, magas homloka, valamint a nagy hátúszója és hasúszója, a csendes-óceáni sertésfogú hal a hosszánál magasabbnak tűnik. A hátúszótüskéi jól fejlettek. Testén az alapszín ezüstös; rajta - főleg a test elülső felén - több függőleges, sötét sáv látható.

## Életmódja
Trópusi, tengeri hal, amely a korallzátonyokon vagy a homokos terepeken él, 3-50 méteres mélységek között. Kisebb rajokban úszik és vadászik. Táplálékát fenéklakó gerinctelenek alkotják.

## Felhasználása
Az akváriumok számára ipari mértékben fognak be belőle.

## Képek

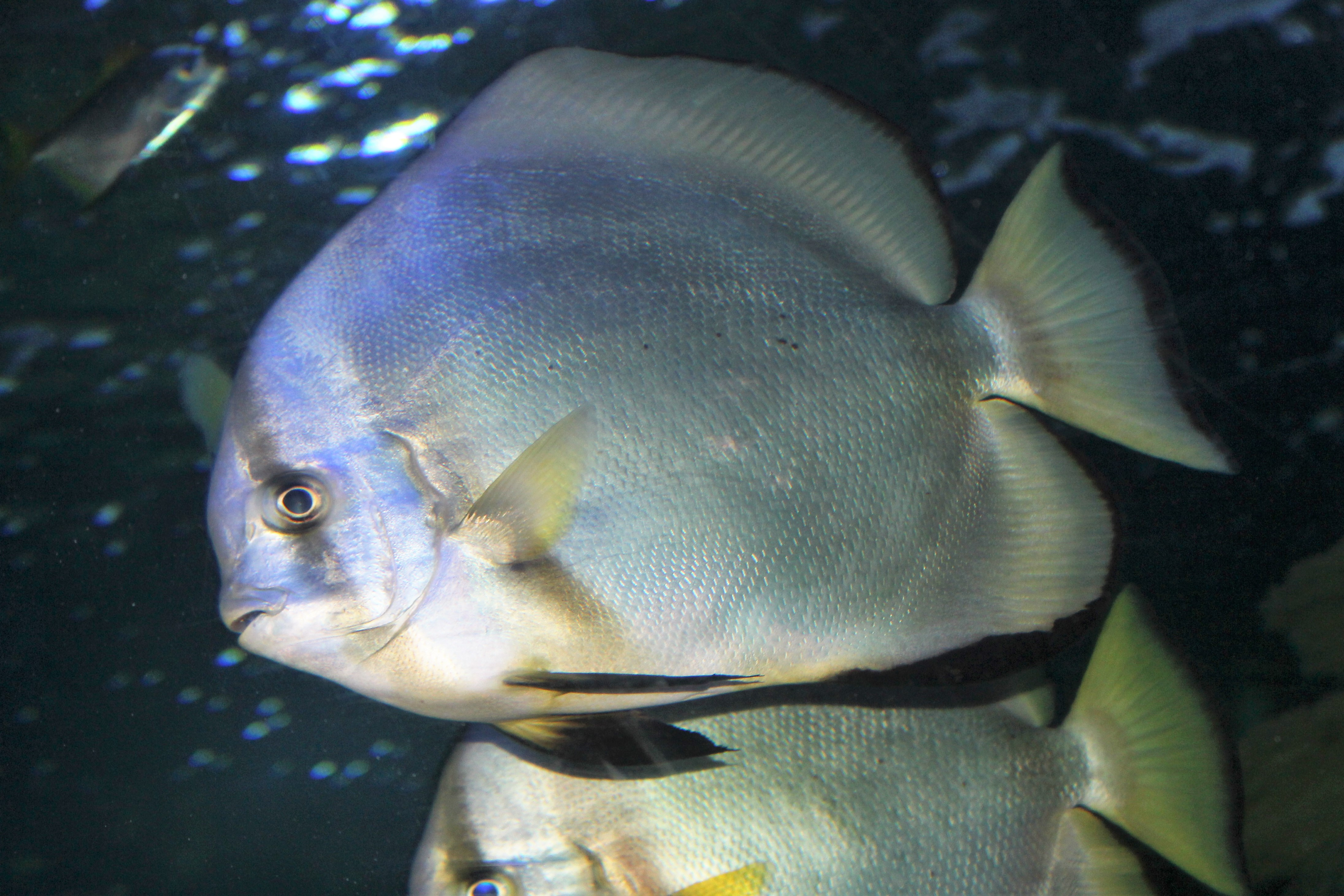
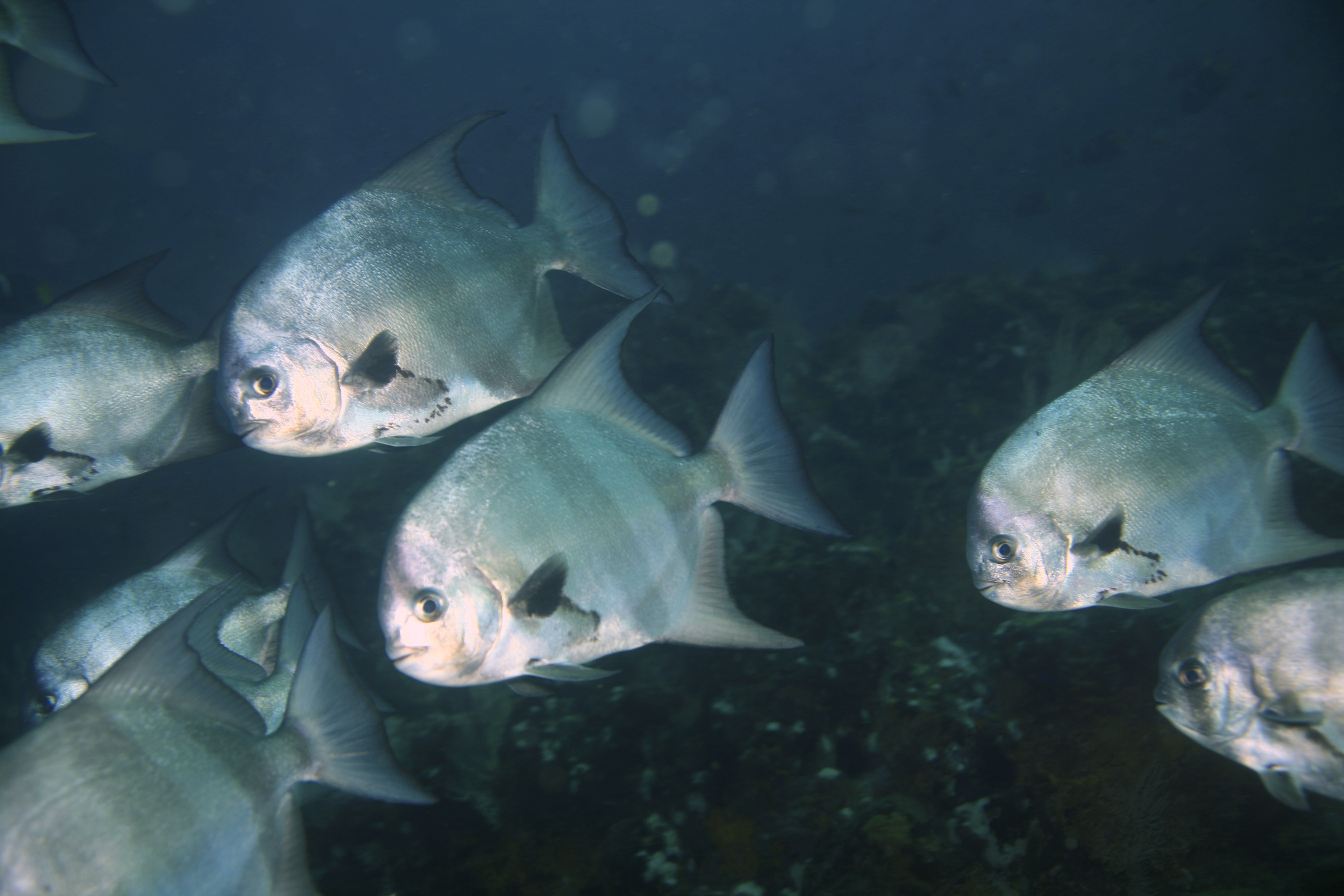